# Sve najbolje (Marko Perković)
Sve najbolje je prvi kompilacijski album hrvatskog pjevača Marka Perkovića Thompsona. Album je 2003. godine objavila diskografska kuća Croatia Records.
Pored starih uspješnica, na ovom albumu se našla nova pjesma "Ivane Pavle II" koja je bila napisana u čast pape Ivana Pavla II.

## Popis pjesama
1. Ivane Pavle II (4:28)
2. Radost s visina (4:58)
3. Lijepa li si (s gostima) (4:18)
4. Prijatelji (3:56)
5. E, moj narode (4:56)
6. Reci, brate moj (duet: Miroslav Škoro) (4:25)
7. Neću izdat ja (4:08)
8. Rosa (3:02)
9. Ljutu travu na ljutu ranu (4:18)
10. Ne varaj me (4:15)
11. Geni kameni (uživo) (6:02)
12. Iza devet sela (4:00)
13. Moj Ivane (3:33)
14. Zaustavi se vjetre (4:19)
15. Pukni puško (3:36)
16. Bojna Čavoglave (3:23)
17. Anica − Kninska kraljica (3:52)
18. Stari se (duet: Tiho Orlić) (3:45)